# Бербешть
Бербешть, Бербешті (рум. Berbești) — місто у повіті Вилча в Румунії. Адміністративно місту підпорядковані такі села (дані про населення за 2002 рік):
- Валя-Маре (352 особи)
- Демцень (489 осіб)
- Дялу-Алуніш (2595 осіб)
- Рошіоара (532 особи)
- Тиргу-Гингулешть (1185 осіб)

Місто розташоване на відстані 186 км на захід від Бухареста, 41 км на захід від Римніку-Вилчі, 73 км на північ від Крайови.

## Населення
За даними перепису населення 2002 року у місті проживали 5704 особи.
Національний склад населення міста:
| Національність | Кількість осіб | Відсоток |
| -------------- | -------------- | -------- |
| румуни         | 5697           | 99,9%    |
| цигани         | 4              | 0,1%     |
| угорці         | 2              | < 0,1%   |
| словаки        | 1              | < 0,1%   |

Рідною мовою назвали:
| Мова      | Кількість осіб | Відсоток |
| --------- | -------------- | -------- |
| румунська | 5698           | 99,9%    |
| циганська | 3              | 0,1%     |
| угорська  | 2              | < 0,1%   |
| словацька | 1              | < 0,1%   |

Склад населення міста за віросповіданням:
| Релігія       | Кількість осіб | Відсоток |
| ------------- | -------------- | -------- |
| православні   | 5592           | 98,0%    |
| адвентисти    | 83             | 1,5%     |
| п'ятдесятники | 23             | 0,4%     |
| римо-католики | 5              | 0,1%     |
| реформати     | 1              | < 0,1%   |

## Зовнішні посилання
- Дані про місто Бербешть на сайті Ghidul Primăriilor [Архівовано 19 січня 2013 у Wayback Machine.]